# Teratophyllum
Teratophyllum es un género de helechos perteneciente a la familia  Dryopteridaceae. Contiene 14 especies descritas y de estas, solo 9 aceptadas. Se distribuye en el neotrópico.

## Taxonomía
El género fue descrito por Mettenius ex Kuhn y publicado en  Annales Museum Botanicum Lugduno-Batavi 4: 296. 1870.  La especie tipo es: Teratophyllum aculeatum (Blume) Mett. ex Kuhn. 

## Especies
- Teratophyllum aculeatum (Blume) Mett. ex Kuhn
- Teratophyllum arthropteroides (H. Christ) Holttum
- Teratophyllum articulatum (Fée) Kuhn
- Teratophyllum gracile (Blume) Holttum
- Teratophyllum hainanense S.Y. Dong & X.C. Zhang
- Teratophyllum leptocarpum (Fée) Holttum
- Teratophyllum ludens (Fée) Holttum
- Teratophyllum rotundifoliatum (Bonap.) Holttum
- Teratophyllum williamsii (Underw.) Holttum